# اچ‌ام‌اس مگنت (۱۸۰۷)
اچ‌ام‌اس مگنت (۱۸۰۷) (به انگلیسی: HMS Magnet (1807)) یک کشتی بود که طول آن ۱۰۰ فوت ۰ اینچ (۳۰٫۵ متر) بود. این کشتی در سال ۱۸۰۷ ساخته شد.